# Heer (Maastricht)
Heer (Limburgs: Hier) is een voormalig dorp en voormalige gemeente in de Nederlandse provincie Limburg, gelegen aan de zuidoostelijke rand van de stad Maastricht. Sinds de annexatie van 1 juli 1970 is het een van de 44 officiële buurten van de gemeente Maastricht. Heer (inclusief Eyldergaard) telt ruim 7.500 inwoners. De kleuren van de Heerder vlag zijn rood en groen.

## Geschiedenis
Over de oorsprong van Heer wordt in het duister getast. De naam Heer betekent 'zandige heuvelrug'. Deze betekenis is onder andere terug te vinden in de naam Borgharen. De naam Heer wordt voor het eerst vermeld in 1202 (Here), maar aangenomen wordt dat in de Romeinse tijd op alle lössgronden in Zuid-Limburg landbouw plaatsvond, dus zeker ook in dit gebied, dicht bij Mosa Trajectum en direct gelegen aan de Romeinse heirbaan van Maastricht naar Aken.
Tot de Franse tijd was Heer een van de Elf banken van Sint-Servaas onder de jurisdictie van het Sint-Servaaskapittel. De eerste kerk dateert waarschijnlijk uit de vroege Middeleeuwen. In 1786 werd besloten de oude, bouwvallige kerk af te breken en te vervangen door een nieuw ontwerp van de Maastrichtse stadsbouwmeester Mathias Soiron. De toren van de oude kerk uit de tiende eeuw bleef gehandhaafd. In 1890 moest deze toren gerestaureerd worden, maar tijdens funderingswerkzaamheden stortte hij alsnog in. De 18e-eeuwse kerk bleef na de inwijding van de nieuwe kerk in 1905 in gebruik als school.
Heer was tot 1828 onderdeel van de gemeente Heer en Keer, samen met het dorp Keer. Daarna was het tot 1970 een zelfstandige gemeente. De vroegere gemeente Heer omvatte het huidige Heer, plus de wijk Scharn en verder delen van de huidige nieuwbouwwijken Eyldergaard, Vroendaal en De Heeg. De buurten Wyckerpoort-Zuid, Heugemerveld en een deel van Randwyck werden al in 1920 door Maastricht geannexeerd. Tegen de indeling bij Maastricht per 1 juli 1970 zijn eind jaren zestig tevergeefs acties gevoerd ("Hier blijf Hier").
Heer heeft in de periode 1925-1938 een halte gehad aan de tramlijn tussen Maastricht en Gulpen aan de tramlijn Maastricht-Vaals. De stoomtram volgde de huidige Akersteenweg en was tot 1928 het eindpunt van de lijn. Vanaf 1929 werd de lijn doorgetrokken naar station Maastricht en was Heer een tussenhalte. De eerstvolgende haltes in oostelijke richting waren halte Bogman en halte Bemelen (bij Sint Antoniusbank). Van 1861 tot 1867 had Heer ook een eigen halte Heer aan de spoorlijn Luik-Maastricht. Op de plaats van deze halte kwam later het station Maastricht Randwyck.

## Heerder dialect
Heer heeft een eigen dialect, dat op sommige punten wezenlijk afwijkt van het Maastrichts. Dwars door Heer loopt de Panninger linie, die Heer taalkundig opsplitst in twee delen. Het westelijk deel spreekt bepaalde woorden langgerekt uit ("laank"), terwijl de oostkant woorden minder rekt ("lank"). Ook is er verschil in de uitspraak van de (Nederlandse) woorden "wie" en "die"; aan de ene kant van de linie zegt men "weej" en "deej", aan de andere kant "wae" en "dae". Iets soortgelijks doet zich voor bij de uitspraak van de aa-klank: aan de ene kant van het dorp is het "verplaots", aan de andere kant "verplaats". In Maastricht wordt het Heerder dialect vaak herkend aan het veelvuldig gebruik van "sj", waar in het Maastrichts "s" gebruikt wordt. Toch is het voor iemand die Maastrichts verstaat niet moeilijk om Heers te verstaan en vice versa. De laatste jaren zijn de verschillen bovendien steeds meer vervaagd door vestiging van Maastrichtenaren in Heer, met name in de nieuwbouwwijken. Dit wil niet zeggen dat het Heerder dialect aan het verdwijnen is; wel is het percentage Heerdenaren dat Heers spreekt kleiner geworden.

## Voorzieningen

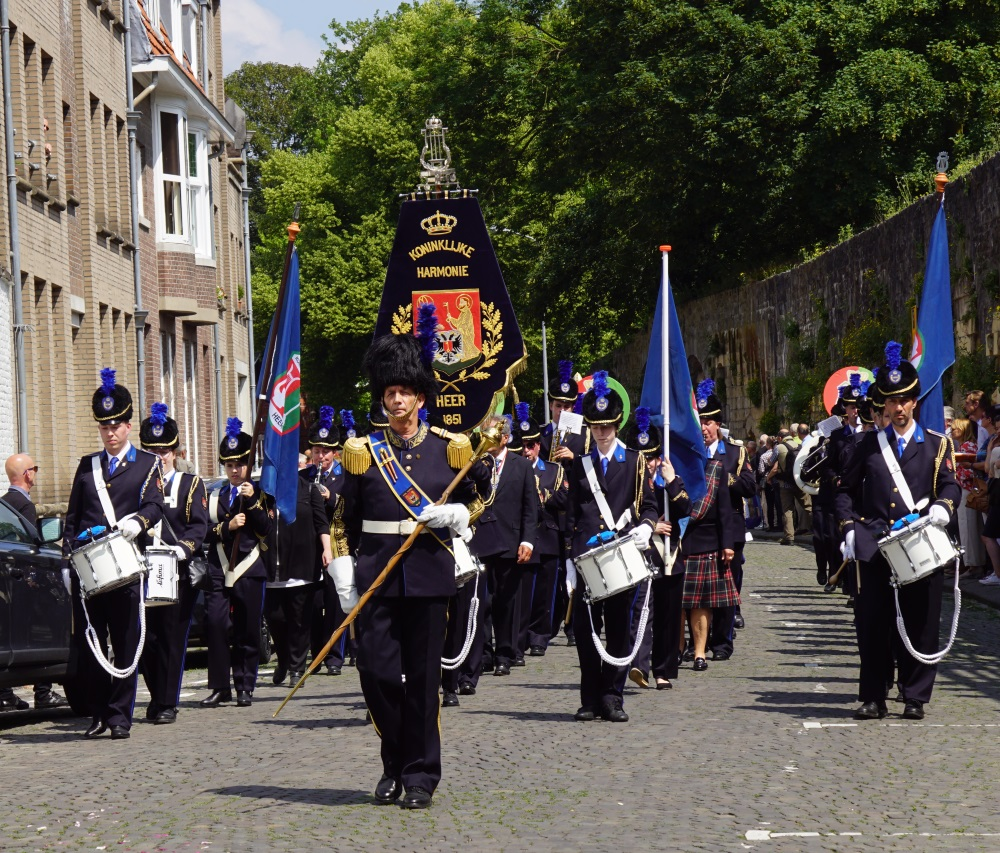
De Koninklijke Harmonie Heer in de Heiligdomsvaart van 2018

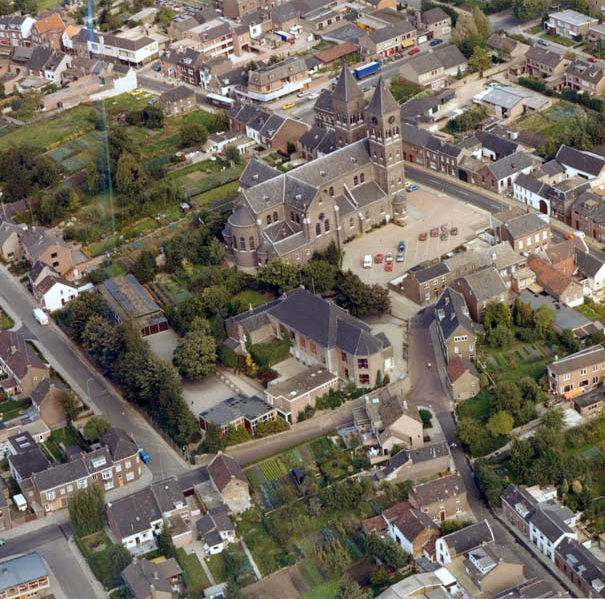
Luchtfoto van de dorpskern van Heer in 1982. Boven de "nieuwe" parochiekerk; daaronder de oude

Hoewel Heer sinds 1970 onderdeel is van de gemeente Maastricht, kent het voormalige dorp nog steeds een vrij uitgebreid netwerk van eigen voorzieningen. Er zijn diverse scholen (o.a. het Porta Mosana College), sportaccommodaties en een groot winkelcentrum. Ook zijn er diverse horecavoorzieningen. Rond 1960 telde het dorp nog meer dan 30 cafés, maar de meeste daarvan zijn in de loop der tijd verdwenen. Aan de rand van de buurt, langs de A2, staan enkele hotels. Centraal in het dorp staat de grote rooms-katholieke Sint-Petrus' Bandenkerk, genoemd naar de patroonheilige van Heer, Sint-Petrus'-Banden.

## Verenigingsleven
Heer heeft een divers verenigingsleven. Zo zijn er meerdere sportclubs, onder andere de voetbalclub RKSV Heer. Enkele spelers van die club (Francois Herben, Nico Mares, Gerrie Schrijnemakers, Maurice Hofman en Mark Luijpers) speelden ook voor de profclubs MVV Maastricht, Fortuna Sittard en Roda JC Kerkrade. Verder zijn er zangverenigingen en twee harmonieorkesten: de Koninklijke Harmonie van Heer en de Harmonie "Heer Vooruit". Heer heeft een eigen carnavalsvereniging, CV de Sjraveleirs, opgericht in 1966.

## Architectuur, monumenten en stedenbouw
In Heer bevinden zich enkele historische kastelen en herenhoeves. Het kasteel De Burght is een van oorsprong middeleeuwse donjon, maar is in zijn huidige vorm grotendeels 18e-eeuws. Tot eind 18e eeuw fungeerde de burcht als gevangenis van het kapittel van Sint-Servaas. Het Huis Eyll is een oorspronkelijk 16e-eeuws buitenhuis met tuinen, dat in de 18e eeuw door Mathias Soiron sterk werd verbouwd. Bijzonder zijn de fraaie stucwerkdecoraties in het interieur van Petrus Nicolaas Gagini. Het huis is enige tijd in gebruik geweest als ambtswoning van de gouverneur van Limburg.
Van de oude, laat-18e-eeuwse kerk van Heer, ontworpen door Mathias Soiron, zijn nog slechts de buitenmuren over. Het gebouw is in gebruik als school. De huidige kerk is een neoromaans bouwwerk uit 1905 van de hand van de Roermondse architect Caspar Franssen.
Heer bestaat voornamelijk uit laagbouwwoningen. Een deel daarvan, waaronder een aantal fraaie carréboerderijen, bevindt zich in de oude dorpskern. Vanaf de jaren zestig verrezen er kleinschalige nieuwbouwwijken rondom de dorpskern, met name ten oosten van de rijksweg. Een van die wijkjes, enigszins geïsoleerd aan de zuidkant, werd in 1961 speciaal gebouwd voor Zuid-Molukkers. In de jaren negentig werd ten zuiden van het Huis Eyll de wijk Eyldergaard gebouwd.

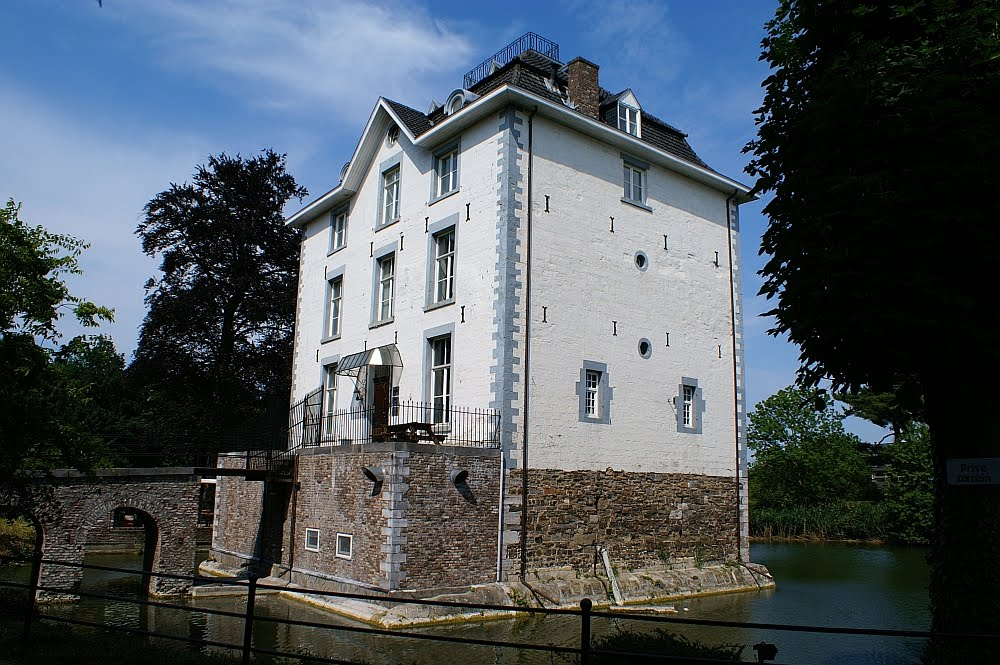
De Burght
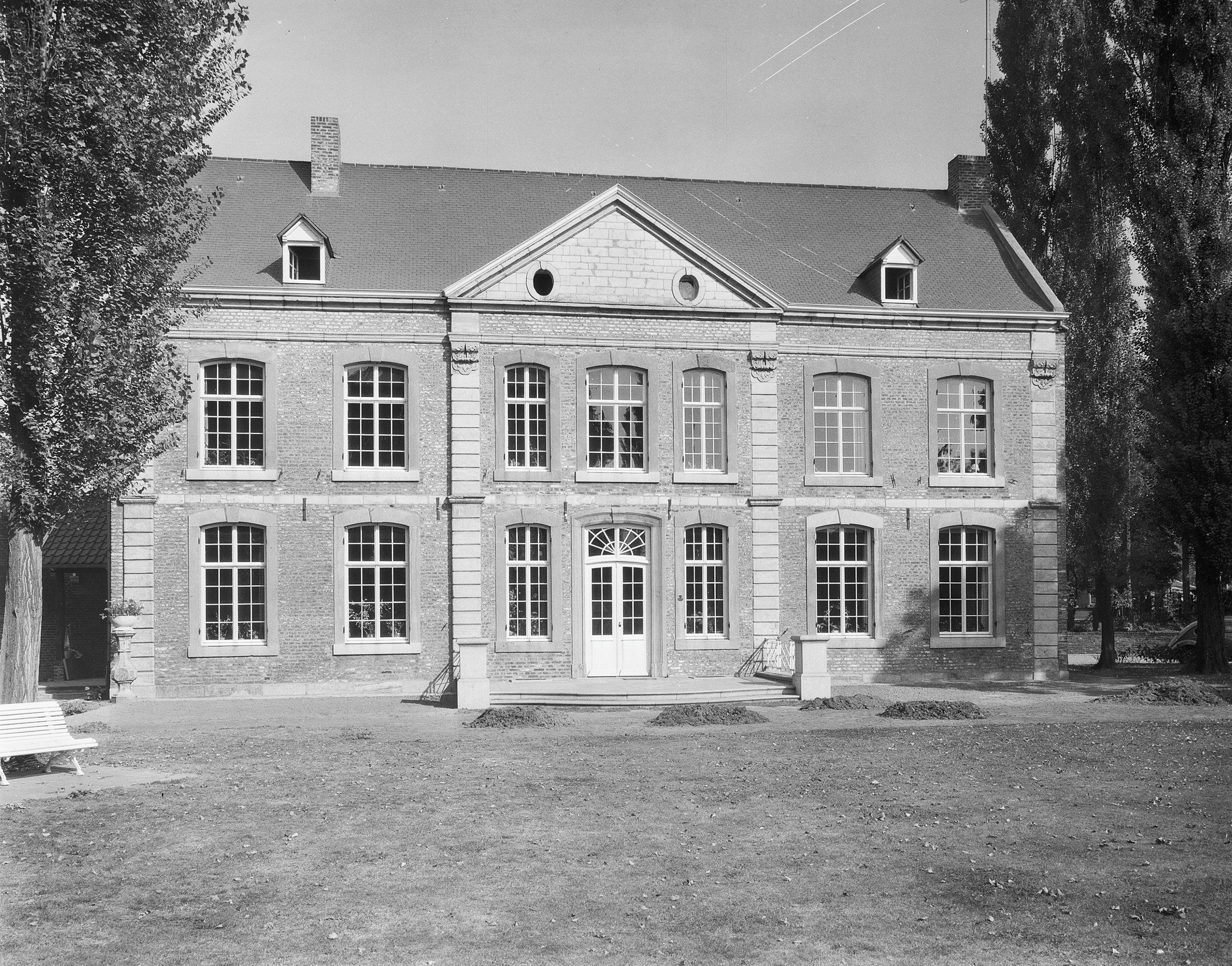
Huis Eyll
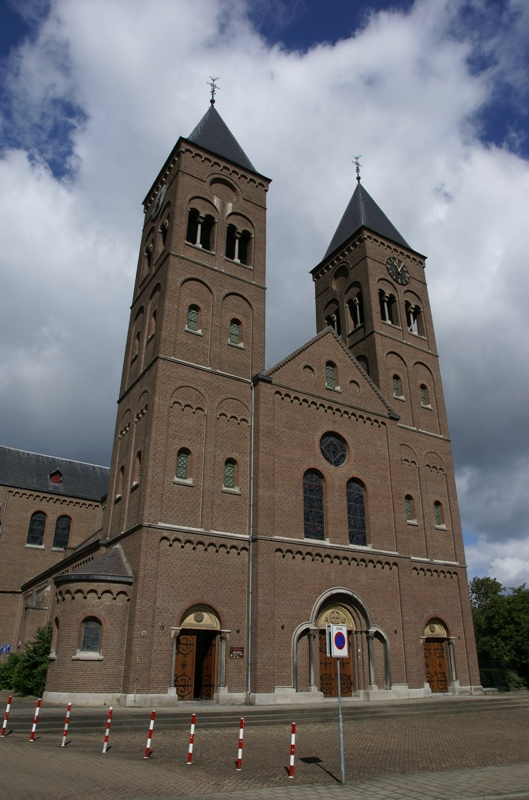
Sint-Petrus-Bandenkerk
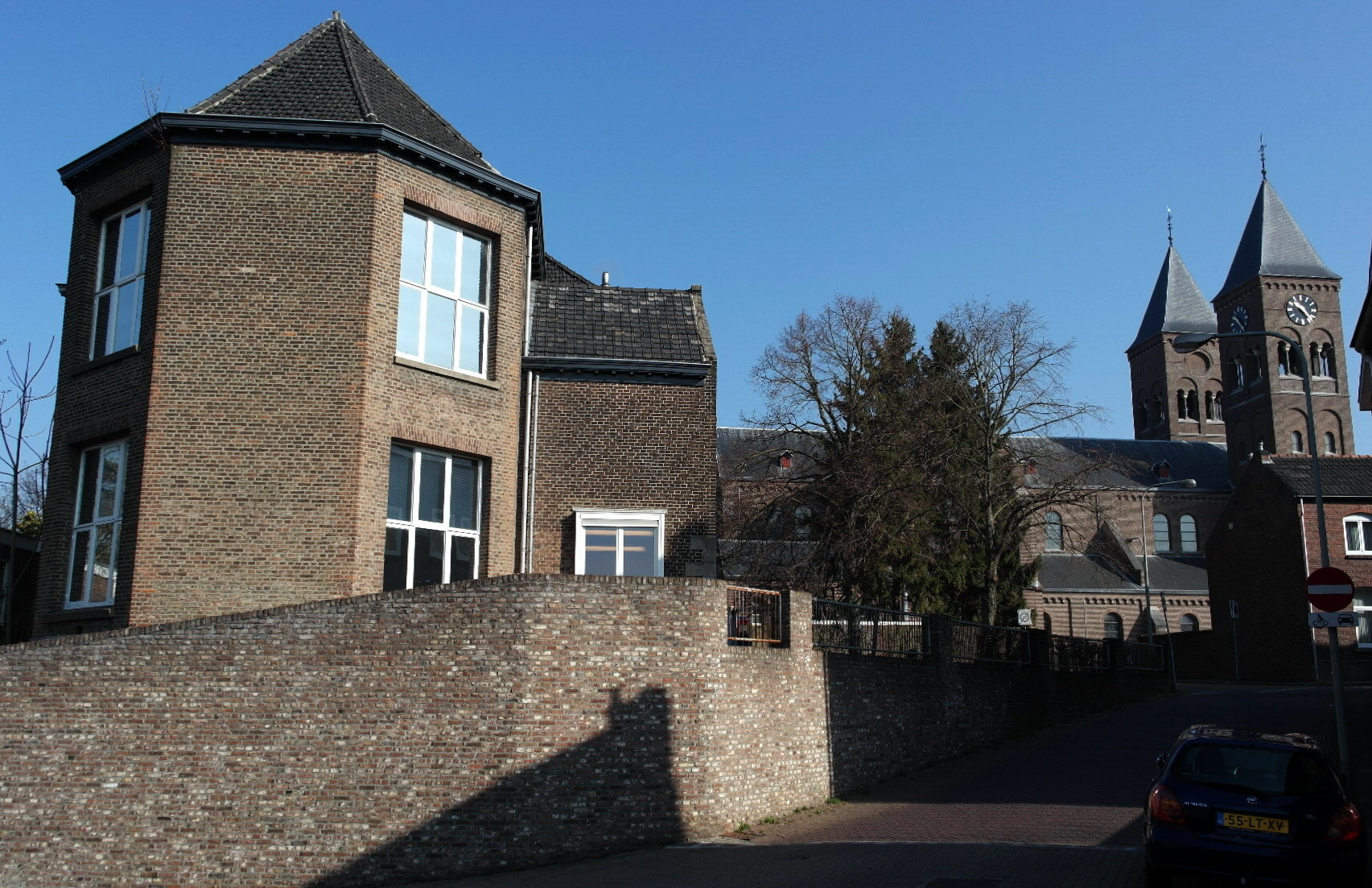
Oude en nieuwe kerk
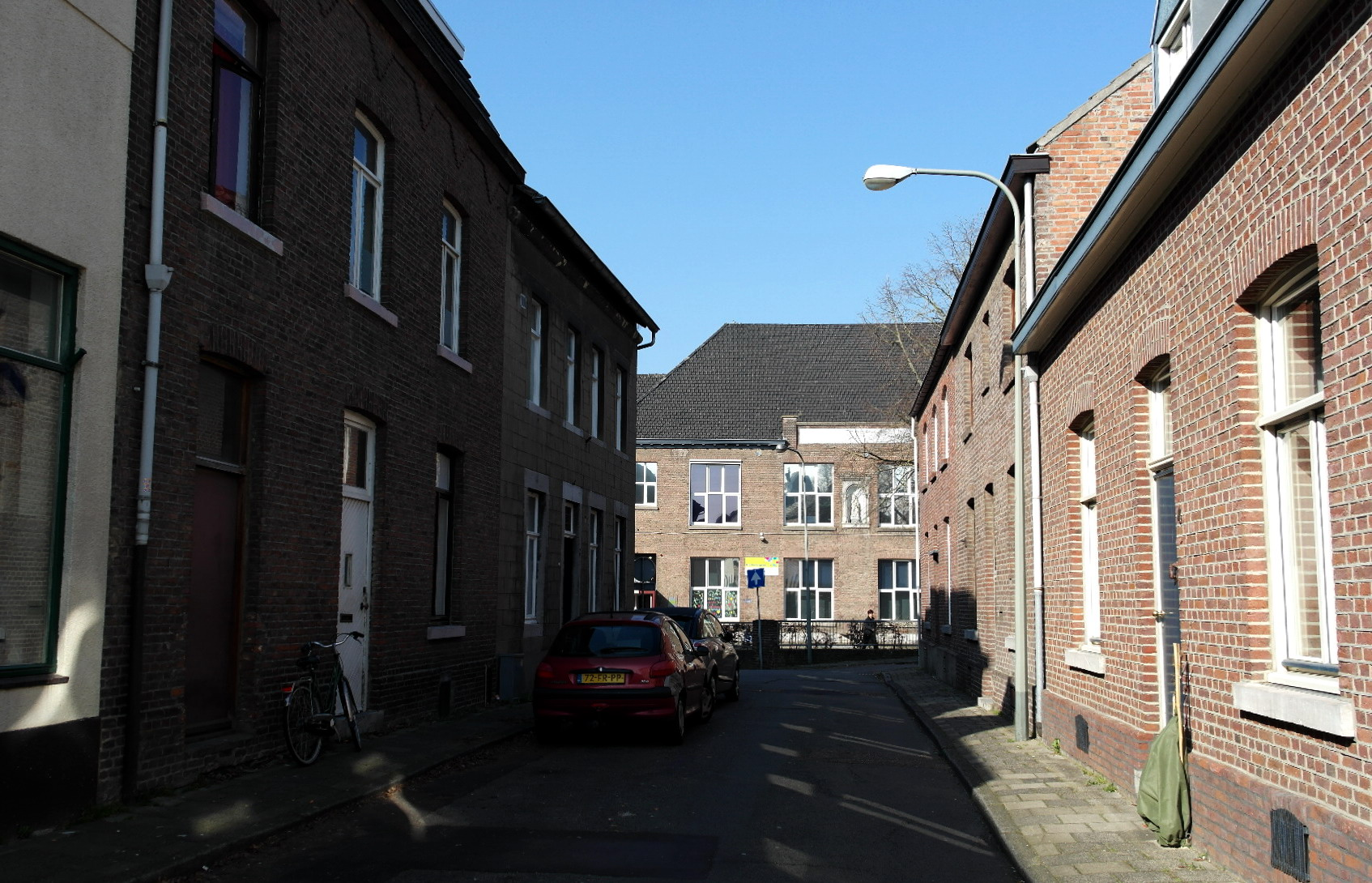
Oude Kerkstraat
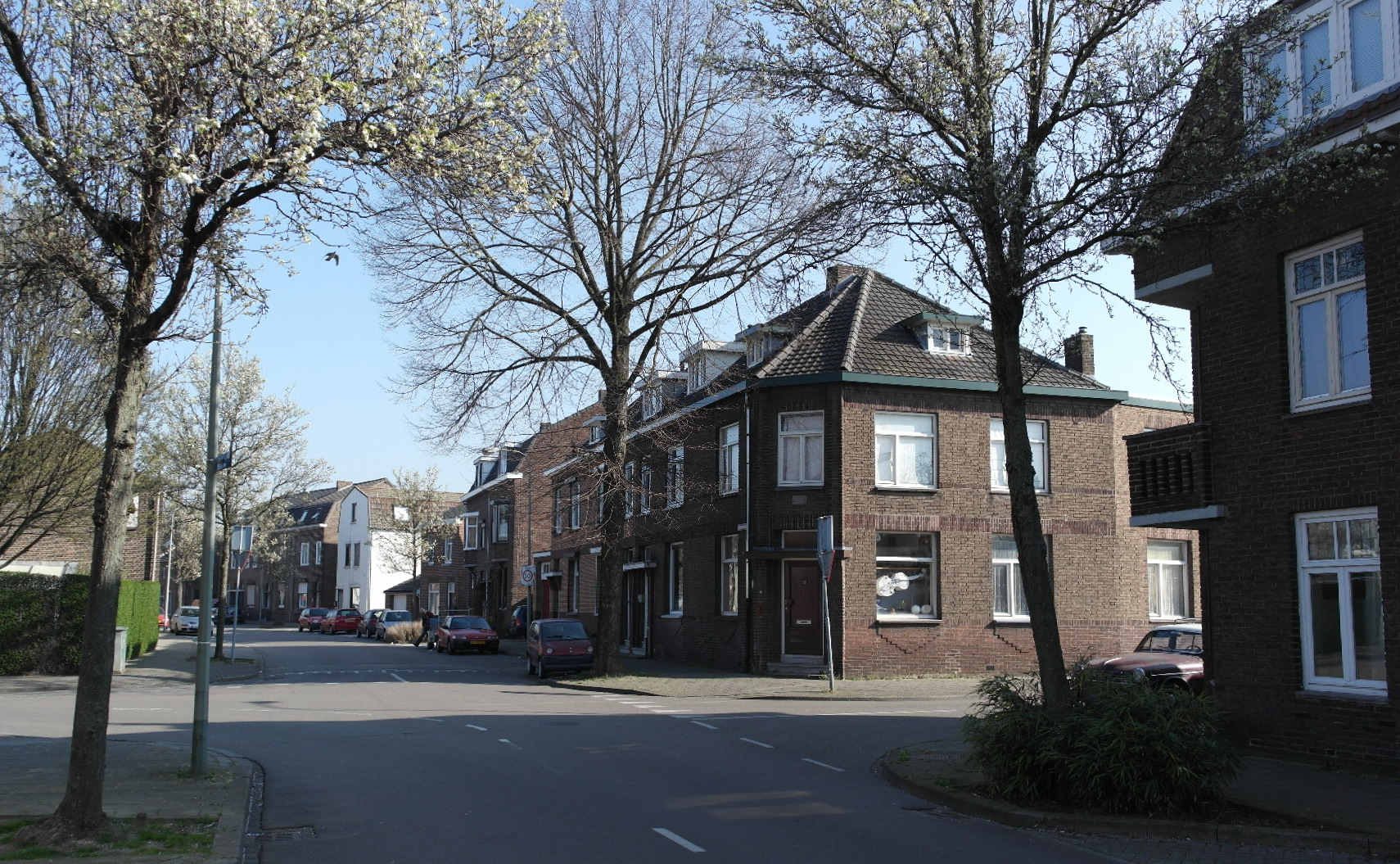
Demertstraat
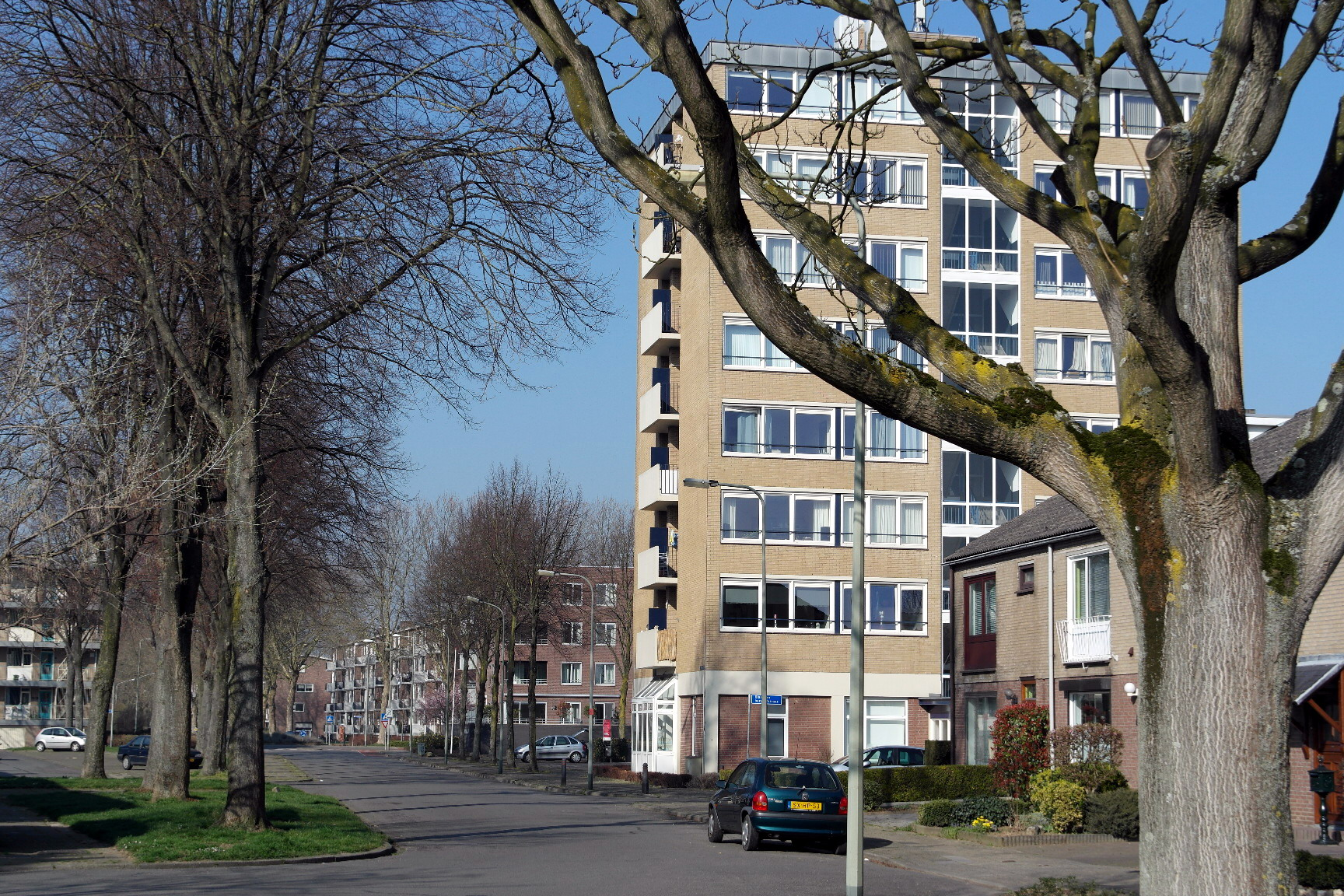
Einsteinstraat
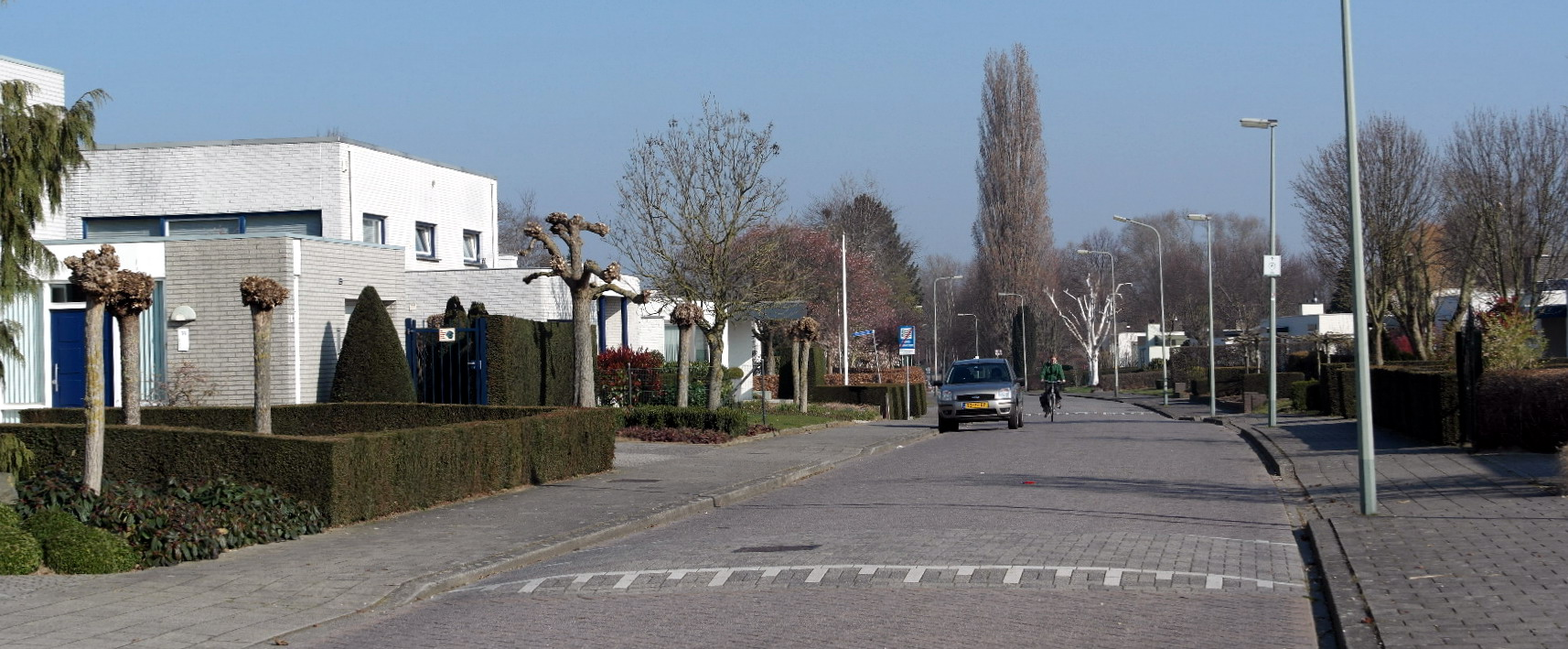
Oude Molenweg

## Nabijgelegen kernen
Maastricht (Scharn), Maastricht (De Heeg), Berg